# Bočiar
Bočiar – wieś (obec) na Słowacji położona w kraju koszyckim, w powiecie Koszyce-okolice. Pierwsze wzmianki o miejscowości pochodzą z roku 1249. 
Według danych z dnia 31 grudnia 2012, wieś zamieszkiwało 235 osób, w tym 116 kobiet i 119 mężczyzn.
W 2001 roku pod względem narodowości i przynależności etnicznej 96,86% mieszkańców stanowili Słowacy.
Ze względu na wyznawaną religię struktura mieszkańców kształtowała się w 2001 roku następująco:
- Katolicy rzymscy – 82,51%
- Grekokatolicy – 6,28%
- Ateiści – 3,59%
- Nie podano – 7,17%